# Hawker F.20/27
Lo Hawker F.20/27  fu un aereo da caccia monoposto, monomotore, sviluppato dall'azienda britannica Hawker Aircraft nella seconda metà degli anni venti del XX secolo e rimasto alla stadio di prototipo.

## Storia del progetto
Nel novembre 1927 l'Air Ministry emise una specifica F.20/27 relativa ad un caccia intercettore monoposto. A tale requisito risposero le ditte Armstrong Whitworth Aircraft, con lo Starling Mk.II, la Bristol Aeroplane Company con il Bullpup, la de Havilland Aircraft Company con il DH.77, la Fairey Aviation Company con il Fairey Firefly II, la S. E. Saunders con lo A.10, la Vickers con il Jockey, la Westland Aircraft con l'Interceptor e la Hawker Aircraft con lo F.20/27. Per ognuno di questi modelli fu ordinata la costruzione di un prototipo.

## Descrizione tecnica
Lo F.20/27, a volte indicato come Interceptor, era un biplano monomotore, monoposto di costruzione metallica. Biplano con le ali a configurazione sesquiplana, dotate di corda alare parallela senza freccia. Gli alettoni erano montati sulle ali superiori e solo i piani inferiori avevano diedro. I montanti interalari erano fortemente inclinati verso l'esterno. L'impennaggio di coda era di tipo convenzionale con il piano di coda controventato dal basso; sia esso che la deriva avevano superfici di controllo prive di bilanciamento.
La fusoliera superiore era leggermente ricurva, con il pilota seduto in una cabina di pilotaggio aperta appena dietro l'ala superiore, che aveva un piccolo ritaglio arrotondato per migliorare la visibilità. Il carrello di atterraggio, triciclo, posteriore, fisso, vedeva l'asse principale collegato alla fusoliera e all'ala inferiore tramite due coppie di montanti leggermente inclinati verso la coda. Il montante posteriore di entrambe le coppie si collegava ai longheroni posteriori dell'ala inferiore. Era installato un pattino di coda. Le ruote principali Palmer da 29,53 x 4,92 pollici (750 x 125 mm) erano dotate di freni prodotti sempre dalla Palmer.
La propulsione era affidata a un motore radiale Bristol Jupiter a 9 cilindri raffreddati ad aria, che erogava la potenza di 450 CV (336 kW) ed azionante un'elica bipala lignea Watts. Il propulsore era dotato di una parziale cappottatura che lasciava esposti i cilindri per il raffreddamento.
L'armamento era composto da due mitragliatrici Vickers calibro 7,7 mm installate nella parte parte anteriore della fusoliera e sparanti attraverso il disco dell'elica tramite un sistema si sincronizzazione. Ogni arma disponeva di 600 colpi.

## Impiego operativo
Utilizzando nuovamente il sistema Hawker di costruzione metallica recentemente introdotto, che conferiva tale resistenza e leggerezza, il progetto dell'F.20/27 fu presentato all'Air Ministry nel novembre del 1927. Un prototipo, con numero di serie J9123, fu ordinato con il contratto n. 813870/27 e volò per la prima volta a Brooklands nelle mani del collaudatore P.W.S. Bulman nell'agosto 1928.
L'aereo, dotato di motore Bristol Jupiter, fu consegnato a Martlesham Heath verso la fine del 1928 e fu sottoposto a una serie di prove di prestazione durante le quali, utilizzando un'elica metallica Fairey Reed, fu registrata una velocità massima di 306 km/h (190 mph). Nel maggio 1930, il J9123 fu restituito alla fabbrica di Kingston upon Thames, nel Surrey, per l'installazione del prototipo del motore Bristol Mercury VI da 520 CV. Con il nuovo propulsore fu condotta una breve valutazione delle prestazioni a Martlesham Heath che confermò una velocità massima di 325 km/h a 3.048 m (202 mph a 10.000 piedi). Secondo alcune fonti con il motore Mercury VI si verificarono casi di alta temperatura dell'olio. In caso di produzione in serie il progetto definitivo vedeva l'adozione di un anello Townend, ma il prototipo subì un piccolo incidente e il motore fu restituito a Filton per ulteriori test di volo su altri aerei.
Alla fine non furono assegnati contratti di produzione e la specifica F.20/27 fu ritirata, ma il concorrente con motore radiale dell'Hawker portò direttamente alla realizzazione del Fury, alimentato da un motore raffreddato a liquido, che ottenne l'ordine di produzione.